# Свято-Успенський собор (Харків)
Свято-Успенський собор — будівля найдавнішого православного храму Харкова, пам'ятка архітектури національного значення. Розташовується в центрі міста, перебуває під контролем РПЦвУ.
Собор заснований у середині XVII століття, а сучасна будівля зведена в 1771—1777 роках за кошти духівництва і харків'ян. Дзвіниця собору — Олександрівська — побудована в XIX ст. на честь перемоги у війні з Наполеоном, має висоту 89,5 м. На час зведення була однією із найвищих у Російській імперії, тепер — одна із найвищих в Україні. Тільки 2006 року в Харкові були побудовані більш високі споруди — два житлових будинки висотою 91 і 95 метрів.
Як кафедральний собор Харківської єпархії РПЦ він діяв до 1930 року. За радянської влади собор закрили, після цього в приміщенні храму діяли різноманітні державні установи, складські приміщення. У 1984 у соборі був встановлений орган, по теперішній час[уточнити] тут діє Будинок органної і камерної музики з двома залами Харківської філармонії. З 1990 року були поновлені богослужіння. Наразі вирішується питання про повну передачу будівлі собору Харківській єпархії УПЦ (МП).

## Історія

### Заснування
Перша згадка про Успенський собор в писемних джерелах зустрічається в донесенні 1658 року воєводи Офросімова до Москви:
А въ Харьковскомъ, государь, твое царское богомолье построена соборная церковь Успенье Пресвятыя Богородицы краснаго и новаго лѣса, а лѣсъ, государь, на ту соборную церковь возили ратные люди въ прошломъ во 1657 году при Воинѣ Селифонтову.
Згідно з документом, дерев'яний храм був побудований у 1657 році, а деревину до церкви возили козаки при першому харківському воєводі Селіфонтові. Дерев'яний храм був невеликою площею (приблизно 70 м²). Спершу тут не було навіть дерев'яних ікон, використовували паперові, була відсутня частина необхідних для повного богослужіння книжок. Ще під час будівництва харківські священики відвідали Москву і звернулись до царя Олексія Михайловича із проханням надати гроші на церковні предмети для майбутнього храму. В наступні роки також направлялися прохання до царя про допомогу храму. Декілька разів Цар давав вказівки відмовити в допомозі. Текст одного з указів:
Лѣта 7166 августа въ день по государеву цареву и великаго князя Алексѣя Михаиловича… указу окольничему Ѳеодору Михаиловичу Ртищеву да Григорью Михаиловичу Аничкову да дьякамъ Давиду Дерябину да Игнатью Матвѣеву да Андрѣю Селину. Великій государь царь… указалъ послать изъ приказу Большаго дворца въ новый городъ въ Харьковъ въ соборную церковь Успенія Пречистые Богородицы книги евангеліе напрестольное, апостолъ, псалтырь со возслѣдованіемъ, минею общую, шестодневъ тое жъ соборные церкви съ попомъ Иваном Аѳанасьевымъ. И по государеву цареву… указу окольничему Ѳеодору Михаиловичу Ртищеву да Григорью Михаиловичу Аничкову да дьякамъ Давиду, Игнатью и Андрѣю учинить о томъ по сему великаго государя указу.
Навколо церковного двору була зведена дерев'яна огорожа, в межах якої знаходилось кладовище. Ймовірно, уже в 1780-х роках цвинтар був усунений, і в подальший час його територію забудовували: північну частину зайняв гостинний двір, південну — будівля Харківського університету.
До 1680-х років будівля храму прийшла в занепад.
В 1685—1687 роках в межах фортеці поблизу старого дерев'яної церкви будується новий кам'яний собор, хрестоподібний з п'ятьма куполами. Освячення храму провів бєлгородський митрополит Аврамій у 1688 році. На місці розташування старої дерев'яної церкви до початку XVIII століття стояла дерев'яна каплиця. Також окремо була побудована дзвіниця, але дата її будівництва не відома.

### Побудова нового кам'яного собору
У 1733 році собор постраждав від великої міської пожежі. Від храму залишились тільки кам'яні стіни, але за рік храм був відбудований. Коли в стінах храму виявили тріщини, стало зрозуміло, що навіть капітальний ремонт будівлю не врятує. Було прийнято рішення побудувати на цьому місці новий собор.
Будівництво нового собору тривало з 1771 по 1777 рік. Він був закладений за планом найбільшої в Замоскворіччі церкви Климента папи Римського, побудованої в 1762—1770 роках на П'ятницькій вулиці (квадратної форми з п'ятьма куполами і п'ятьма престолами). Зведення храму велось на добровільні пожертви харків'ян і парафії Бєлгородської єпархії. По закінченню будівництва північний престол був посвячений на честь Казанської ікони Божої Матері. Оздоблювальні роботи були завершені в 1783 році, в цьому ж році південний престол посвятили на честь апостолів Петра і Павла. У 1791 році була зведена кам'яна огорожа і 8 крамниць, які давали храму великі прибутки.
Головний іконостас собору, позолочений з липи, імовірно був виконаний в стилі рококо по ескізу Бартоломео Растреллі — триярусний з колонами іонічного стилю і витонченим обрамленням ікон. Зверху пілястр на другому і третьому ярусі були розміщені урни.

### Зведення Олександрівської дзвіниці
На міських зібраннях у 1818 і 1819 роках було ухвалене рішення про зведення нової дуже високої дзвіниці на честь Олександра І і перемоги над Наполеоном у війні 1812 року. Дзвіницю вирішено було назвати Олександрівською, а роботи по проектуванню очолив професор архітектури Харківського університету Євген Васильєв.
Будівництво тривало з 1821 по 1844 рік. Було зібрано багато пожертв, але роботи велись без поспіху і з перервами. З 1837 року роботи очолював архітектор Андрій Тон. Дзвіницю намагались зробити наскільки можливо міцною, тому фундамент дзвіниці заглиблений в твердий ґрунт на 10 м, стіни завтовшки понад 6 м. При будівництві було використано 3,5 млн цеглин і 65,5 тон зв'язного заліза. На дзвіниці було встановлено 12 дзвонів, найменший дзвін важив 8 кг, а найбільший — понад 3 тонни.
4 листопада 1846 отримав статус кафедрального, а Покровський собор, який до цього був кафедральним, став просто монастирським храмом. Оскільки дзвіниця собору зводилась «въ память избавления отечества отъ нашествія иноплеменныхъ въ 1812 году», на дзвіниці було зроблено надпис:
|  | Богу Спасителю за избавленіе отечества отъ нашествія галловъ и съ ними двадесяти языкъ |

У 1855 Харківське міське зібрання ухвалило рішення за міські кошти встановити на дзвіниці баштовий годинник і утримувати за рахунок міста годинникаря. Влітку 1862 року годинник французького виробництва, зроблений паризькою фірмою «Борель», встановили. У вересні 1863 року колишній найбільший 200 пудовий дзвін був замінений коштом промисловців братів Рижових, набагато більшим дзвоном вагою понад 16,1 тони. Його підняття і встановлення на першому ярусі дзвіниці зібрало велику кількість глядачів.
Невдовзі до дзвіниці прибудували каплицю, яку посвятили на честь Святого Миколая. У 1889 році в ній був встановлений відлитий із срібла так званий Царський дзвін вагою 300 кг. На дзвоні серед орнаментів зображена монограма з ініціалами імператора, оточена гірляндою з рельєфним зображенням імен імператорських дітей.

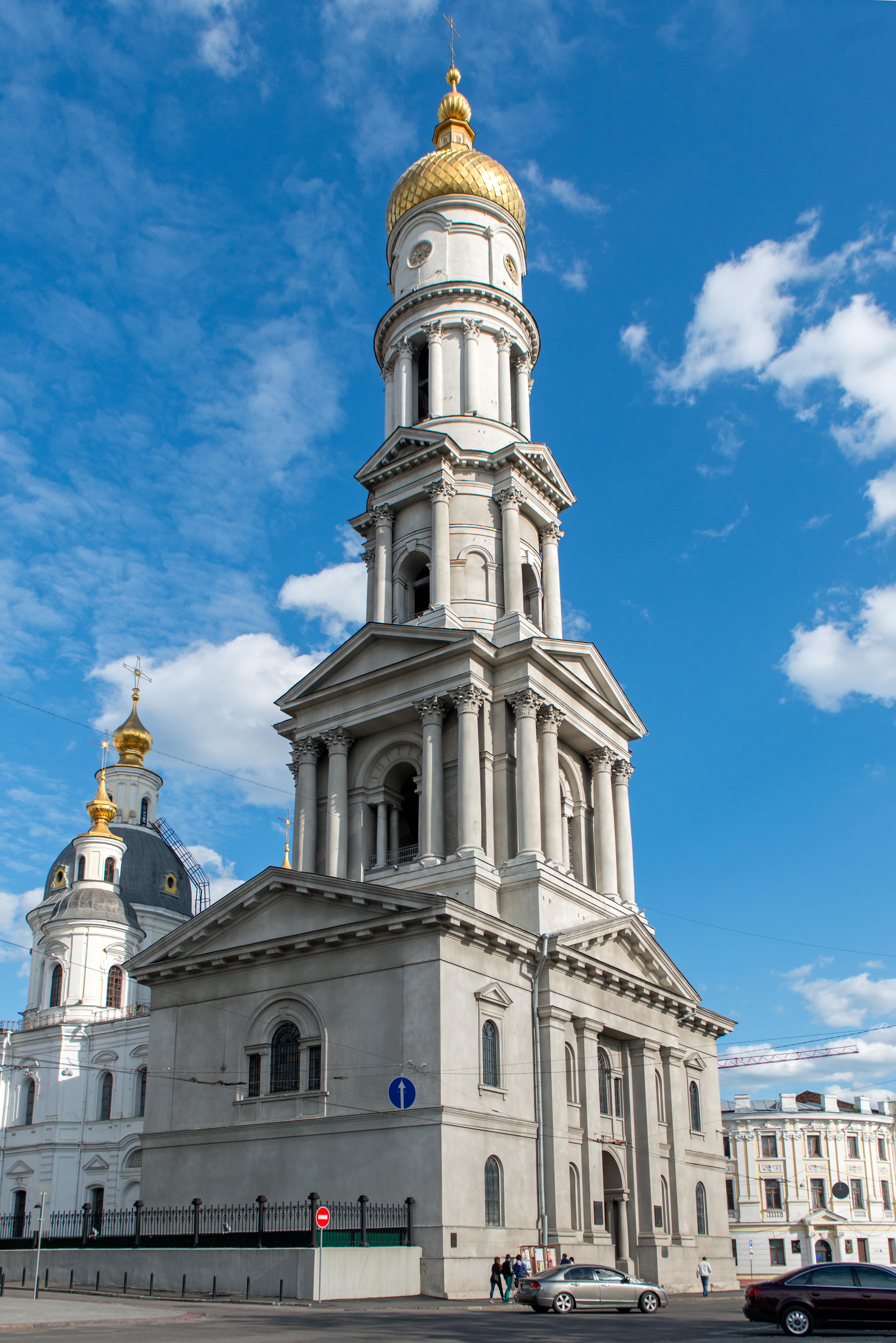
Вид на дзвіницю з Університетської вулиці
Фотографія початку XX століття
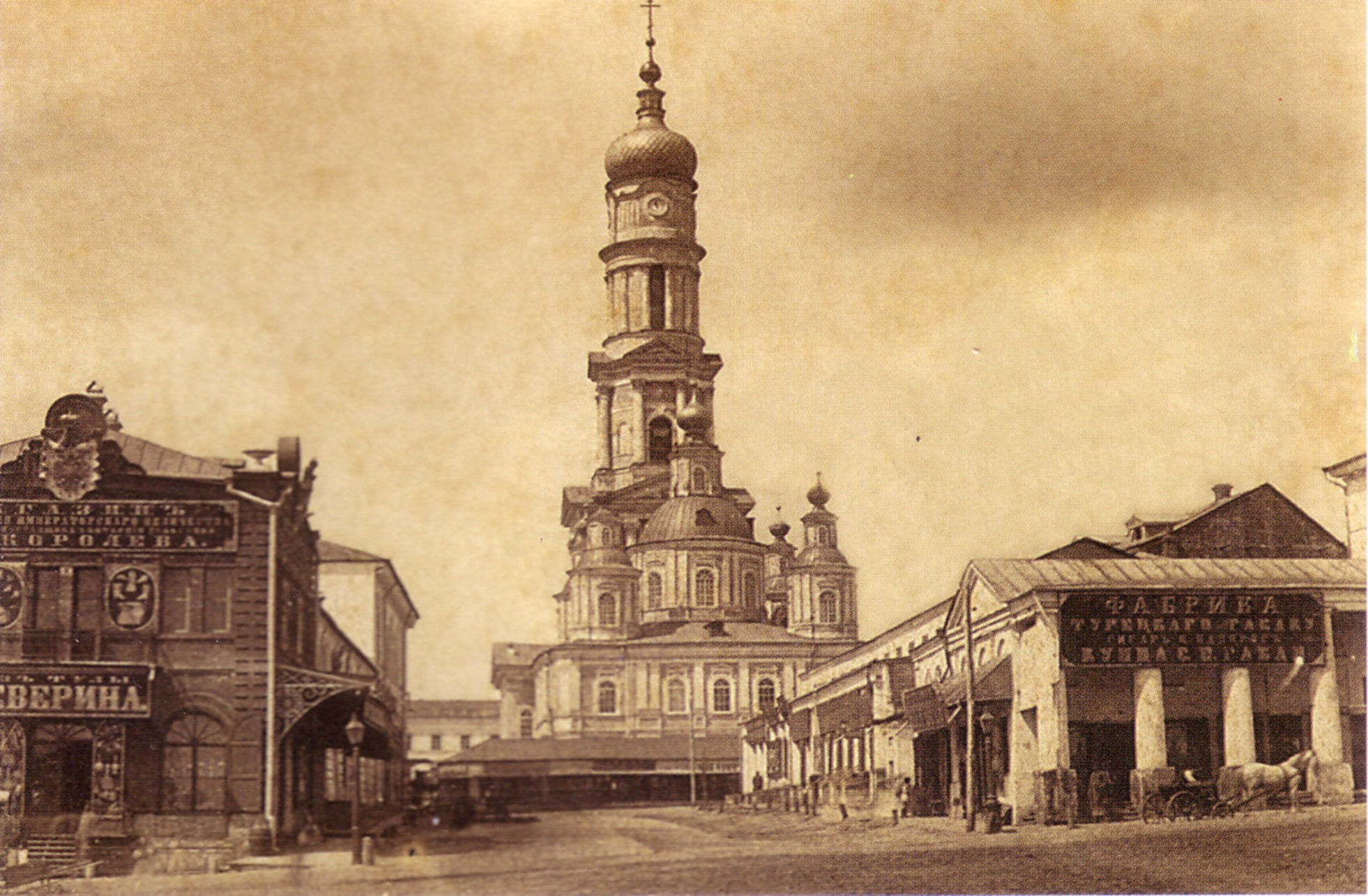
Вид з вул. Московської через початок Миколаївської площі і Шляпний провулок. 1860-і

### Радянські часи
У 1924 на дзвіниці була встановлена антена першої української радіостанції. День першого виходу радіостанції в ефір — 16 листопада — став професійним святом працівників радіо та зв'язку. Студія розміщувалась поблизу і, для того щоб дзвін не заважав трансляціям, собор в цьому ж році закрили. Пізніше передавальний пристрій встановили всередині собору, знищивши при цьому цінні фрески. Радіостанція працювала до 1941 року.
Протягом другої половини 1920-х років із собору були винесені всі цінності, в тому числі дерев'яний іконостас XVIII століття, зібраний ескізами Бартоломео Растреллі, який вивезли на склад Харківського художнього музею, де він згорів під час Другої світової війни. У 1929 році були знесені всі п'ять куполів Успенського собору, зняті дзвони з дзвіниці. Всередині будівлю собору розділили на два поверхи побудувавши перекриття, в цей час також руйнувалися фасади.
Під час Другої світової війни собор уникнув знищення, хоча навкого нього було зруйновано багато споруд: всі будівлі узвозу Халтурина, дім присутственних місць, від бомбардирувань постраждав один із корпусів Харківського університету. В післявоєнний час у приміщенні собору працювали швацький і фарбувальний цехи.

### Реставрація та встановлення органу
Наприкінці 1950-х років в соборі провели ремонтні роботи за проектом архітектора В. Коржа і мистецтвознавця Р. Кутепової. Була перекрита стеля, відштукатурений і пофарбований фасад. У 1959 році була частково відреставрована Олександрівська дзвіниця: перекритий і позолочений купол. Також були замінені сходи, на дзвіниці встановлений новий годинник з діаметром циферблату 3,7 м і довжиною хвилинної стрілки понад 1,5 м.
Роботи по відновленню автентичного вигляду собору і дзвіниці почались у 1970-х роках і тривали 12 років.. Керувала роботами Корнеєва Валентина Іванівна. Після укріплення фундаменту і стін, були зведені п'ять куполів, їх покрили міддю, позолотили і встановили хрести. Було реставровано фасад: розібрані пізніші прибудови, відтворені карнизи, наличники вікон і втрачені архітектурні елементи. Також були реставровані інтер'єри. У 1985 році ураган пошкодив оточену лісами дзвіницю.
В 1984 році майстри відомої чехословацької фірми «Rieger-Kloss» виготовили і встановили у відреставрованому Успенському соборі орган. Конструктори з Крнова, які мали серійне замовлення на інструменти для СРСР, розробили своєрідну «вівтарну» модель концертного органу, де глибина шафи значно перевищує його ширину. Цей орган має 3574 труби, 3 мануали, 48 регістрів (47 і один трансмісійний), з них 8 язичкових регістрів та 7 мікстур. Специфічна акустика Успенського собору збагачує звучання органа і створює прекрасну атмосферу для виконання класичної музики. 1 червня 1986 році в соборі відкрився Будинок органної та камерної музики.

### Сучасність
У 1990 році в Успенському соборі були поновлені богослужіння і через деякий час був ухвалений устав Свято-Успенського собору. Богослужіння проводились нерегулярно на основі договору Харківської єпархії (УПЦ (МП) з Харківською філармонією.
У 2004 році згідно з Указом Президента України «Про заходи по поверненню релігійним організаціям культового майна» (1992) і розпорядженням Кабінету міністрів «Про перспективний план невідкладних заходів по кінцевому припиненню негативних наслідків політики колишнього СРСР відносно релігії і відновленню порушених прав церков» (2004) голова Харківської мерії Е. П. Кушнарьов підписав розпорядження про передачу Харківській єпархії залу у дзвіниці Успенського собору до 16.11.2004 і всього комплексу собору до 01.01.2006. Розпорядження було оскаржено в суді за ініціативою депутату обласної ради Дениса Шевчука, який обґрунтовував свою позицію тим, що орган Харківської філармонії знаходиться в комунальній власності і має значну вартість і тому тільки харків'яни мають вирішувати що робити з органом. Розпорядження мерії було призупинено рішенням суду.
У 2009 році голова Харківської обласної держадміністрації А. Б. Аваков підписав нове рішення про передачу Успенського собору Харківській єпархії. До 2010 року в соборі паралельно по узгодженому графіку проводитимуться концерти органної музики і церковні богослужіння.
На початку 2009 року було підписано контракт на будівництво нового органу «Alexander Schuke» (4 мануала, 72 регістра) в новому філармонічному комплексі, де з 2010 року має розміститися Органний зал Харківської філармонії. 18 листопада 2016 року відбулося урочисте відкриття нового органу в новоззведеному залі Філармонії. Після відкриття нового філармонічного комплексу Успенський собор має повністю перейти у власність єпархії.
Окрім Успенського собору в центрі міста є ще два собори: Благовіщенський та Покровський, що за легендою складають золотий соборний трикутник.
У 2022 під час Російського вторгнення в Україну собор постраждав від обстрілу російських військ.

## Парафія
Початкові кордони парафії Успенського собору невідомі. Перепис 1724 року (найдавніший з тих, що збереглися) перераховує вулиці, які відносились до собору, однак в ті часи в Харкові назви вулиць не були офіційно закріплені, тому їх важко однозначно ідентифікувати. Перші відомості про кількість прихожан собору датуються 1728 роком. У XVIII—XIX ст. відбувалось зменшення чисельності прихожан через передачу частини дворів іншим церквам
і через промисловий розвиток центру Харкова, переїздом його жителів в інші райони міста. Також парафія скорочувалась через епідемії чуми (1738,1772), черевного тифу (1787, 1821, 1833, 1848), холери (1830, 1847, 1848, 1853, 1866, 1871), високу дитячу смертність від віспи, скарлатини, кору і дифтерії.
|           | 1728 | 1748 | 1780 | 1791 | 1801 | 1811 | 1820 | 1830 | 1840 | 1850 | 1860 | 1870 | 1880 | 1893 |
| Чоловіків | 325  | 751  | 1226 | 1218 | 711  | 781  | 573  | 635  | 580  | 482  | 444  | 319  | 333  | 362  |
| Жінок     | 329  | 724  | 1322 | 1189 | 763  | 903  | 761  | 707  | 603  | 522  | 464  | 337  | 331  | 384  |
| Всього    | 654  | 1475 | 2548 | 2407 | 1474 | 1684 | 1334 | 1342 | 1183 | 1004 | 908  | 656  | 664  | 746  |

У XVII—XVIII століттях при соборі діяло товариство соборної харківської церкви Успіння Пресвятої Богородиці, яке вело просвітницьку і благодійну діяльність. Товариство фінансувалося прихожанами собору. Воно утримувало дві школи, шпиталь на 50 місць, «странноприймний дім», а також допомагало бідним прихожанам, сприяло видачі заміж дівчат-сиріт.

## Успенський собор в мистецтві
- Успенський собор згадується в романі Ігора Болгарина і Георгія Северського «Ад'ютант його величності» (1968). За книгою був написаний сценарій і у 1969 році знятий однойменний історико-пригодницький фільм, який у 1971 отримав нагороди ВФТ в Мінську.[34]
- До 350-річчя Харкова Укрпоштою у 2004 році виготовлена поштова марка, на якій зображена дзвіниця Успенського собору.
- До 350-річчя Харкова НБУ у 2004 році була виготовлена монета номіналом 5 гривень, із зображенням дзвіниці собору на аверсі.

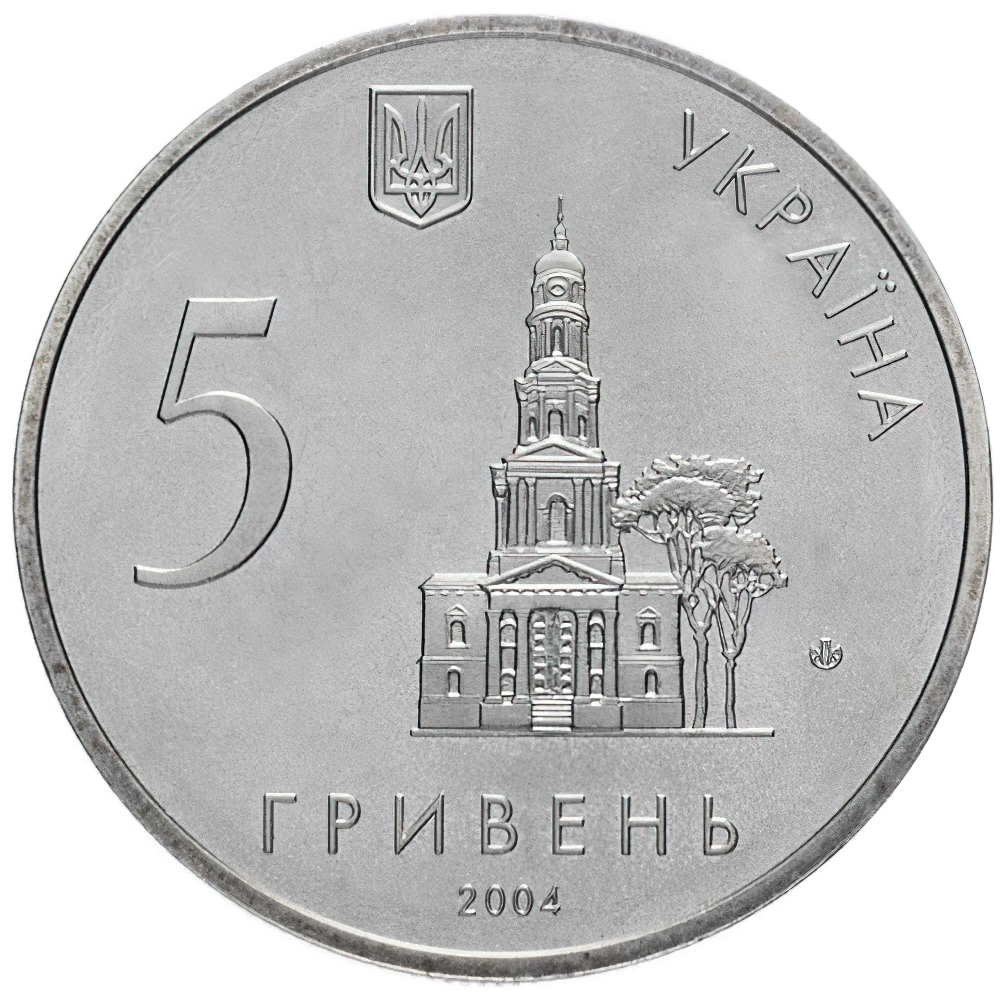
Аверс монети «350 років Харкову», 2004
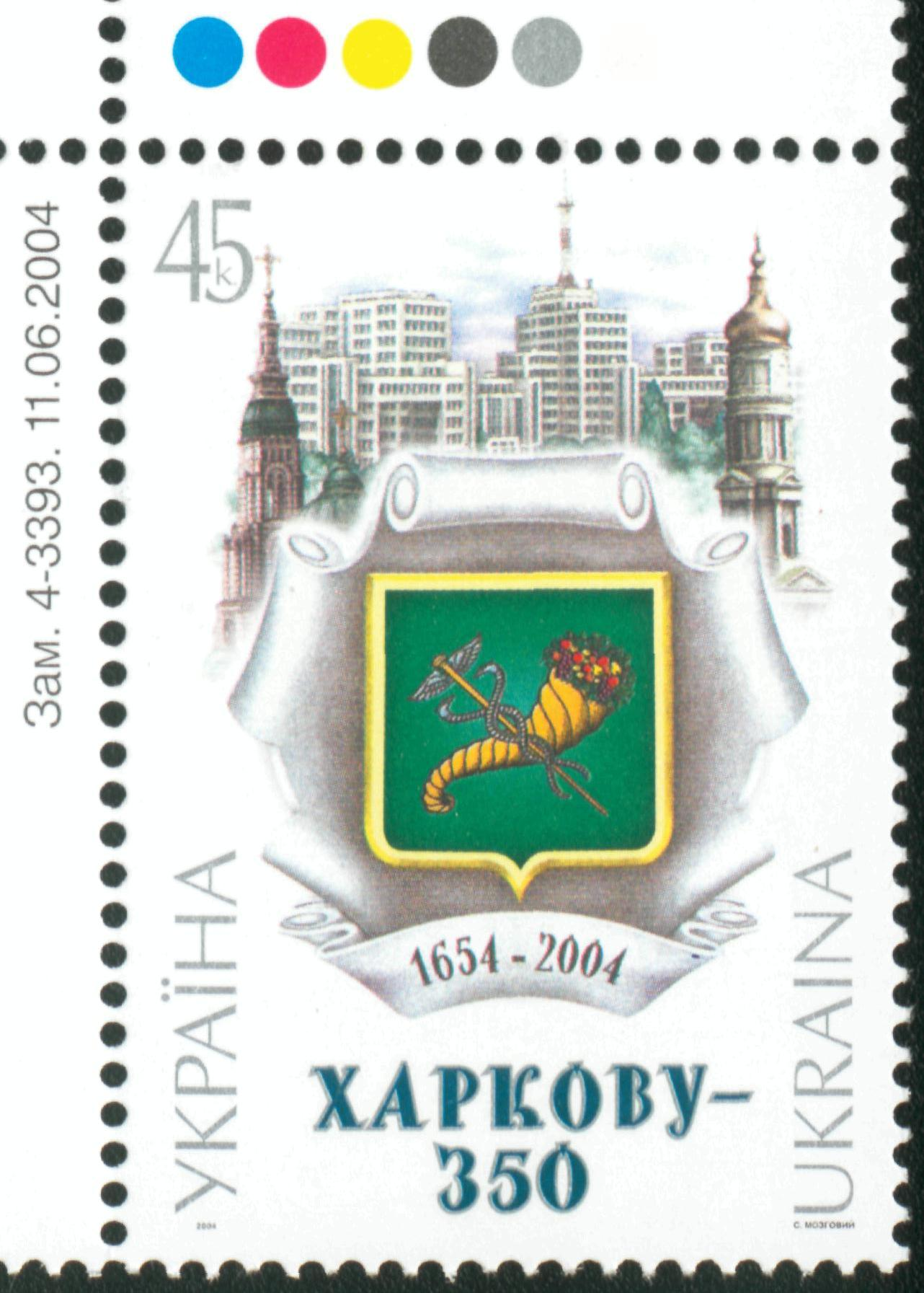
Поштова марка до 350-річча Харкова із зображенням дзвіниці. 2004
Зменшена копія собору
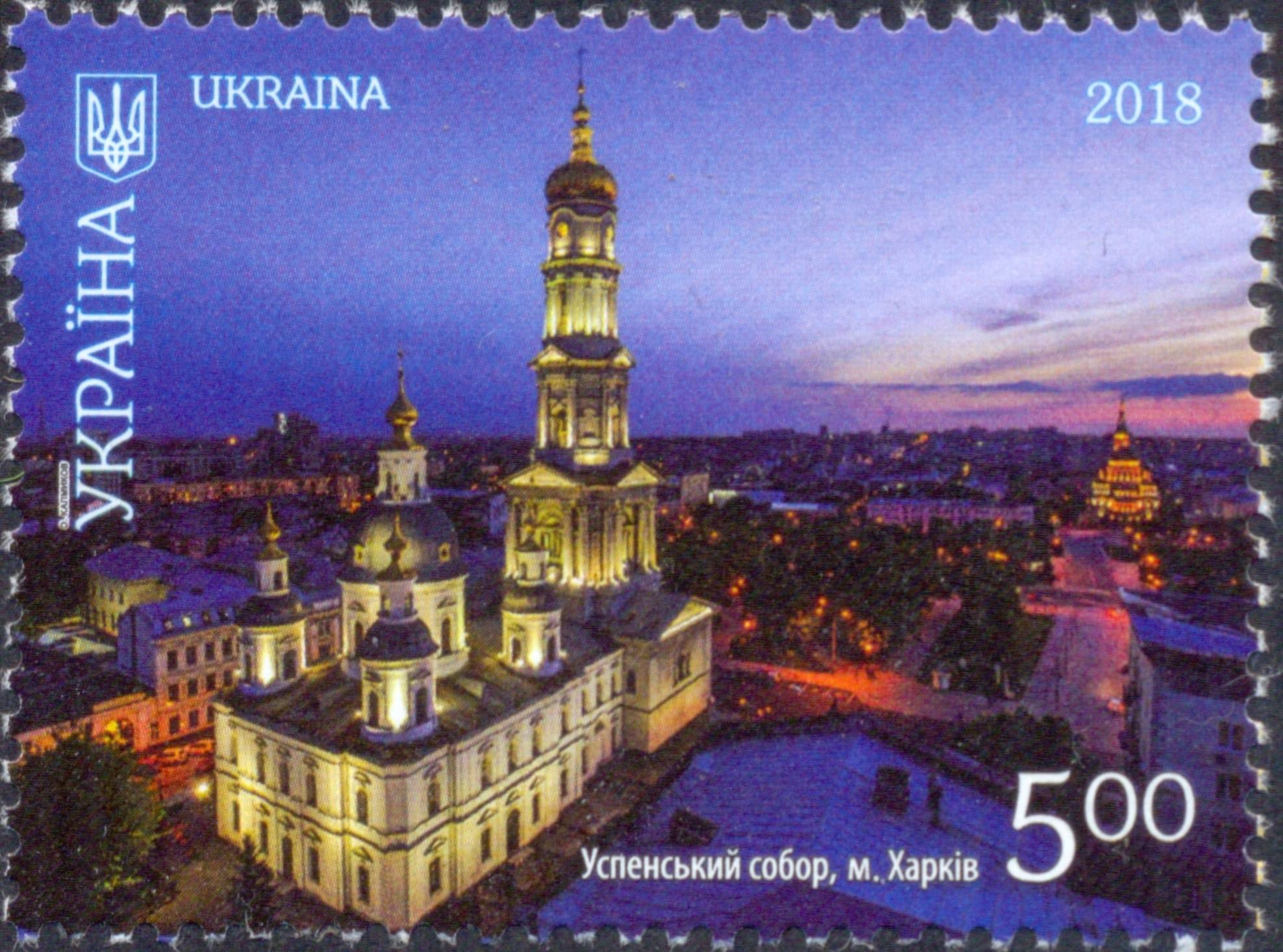
Поштова марка, 2018

## Галерея

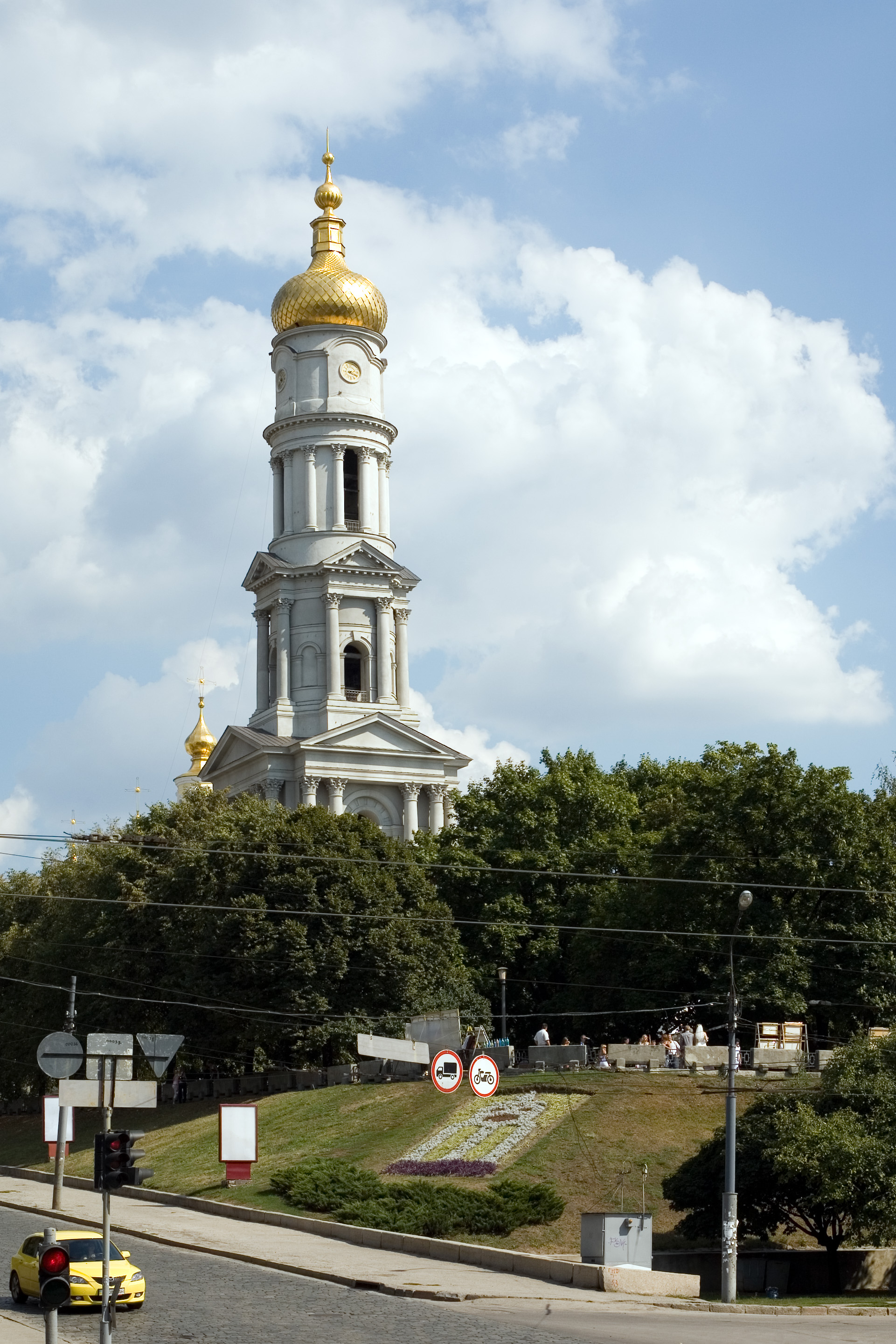
Сквер перед собором на Соборній площі
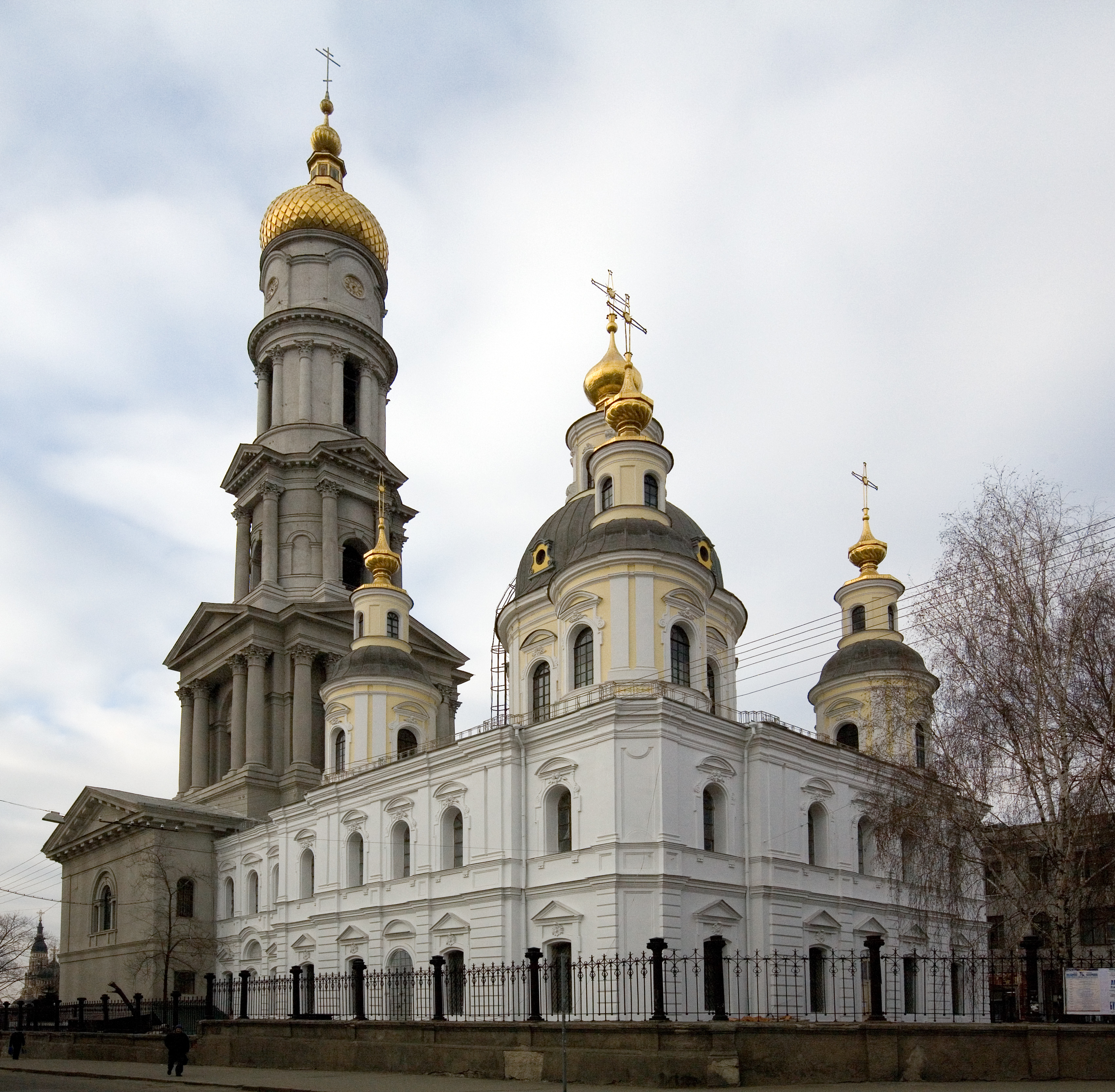
Успенський собор
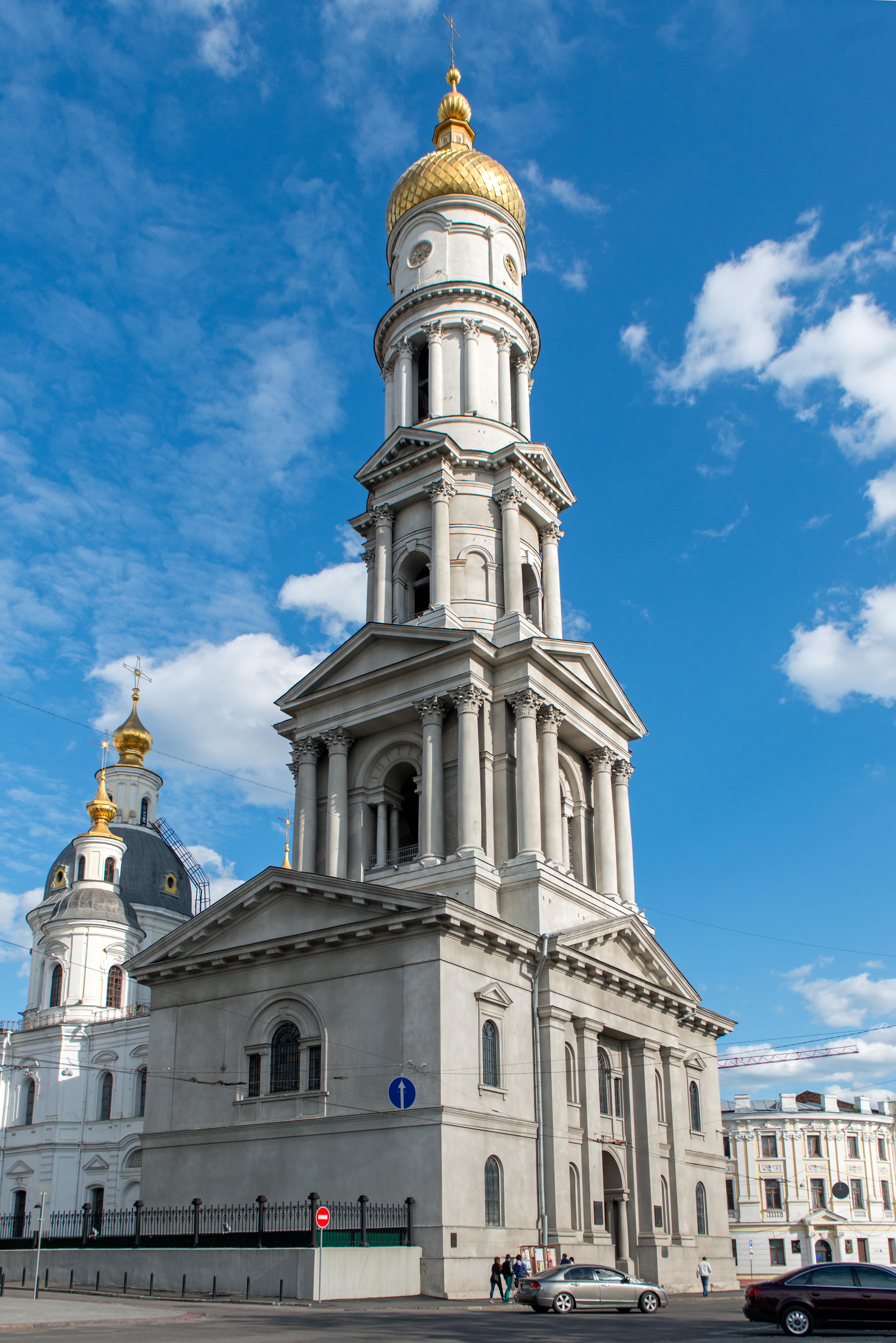
Олександрівська дзвіниця собору